# 宮嶋資夫

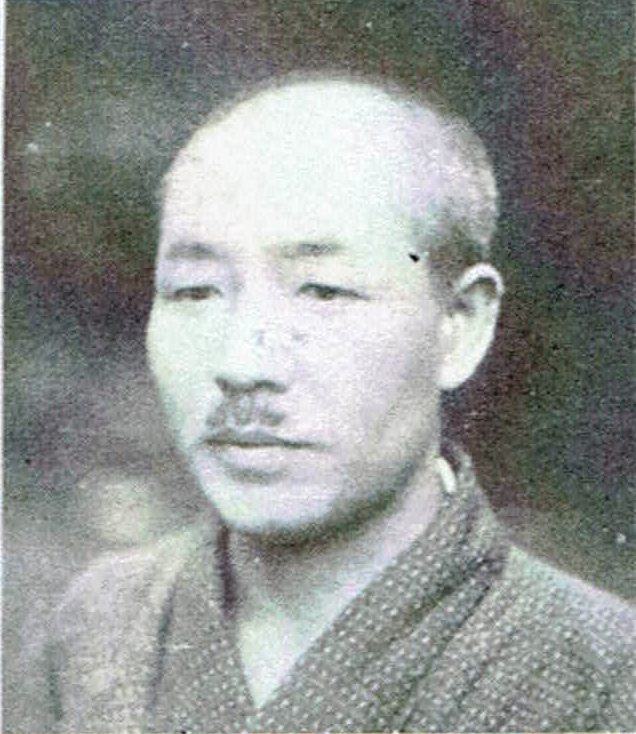
日本現代文学研究会『現代日本小説大系』第42巻（1949）より

宮嶋 資夫（みやじま すけお、1886年8月1日 - 1951年2月19日）は、小説家、僧侶。初期プロレタリア文学としての大正労働文学の担い手であった。
東京出身。本名は信泰。小学校高等科卒。職を転々とし、大杉栄、荒畑寒村らを知ってアナーキストとなる。1915年『近代思想』発行人となる。1916年1月初の小説「坑夫」を堺利彦・大杉栄の序文を付して刊行するが発禁処分となる。『読売新聞』1922年1月28日-2月2日に「第四階級の文学」を発表。1930年思想的悩みから出家、法名は蓬州。弟に宮島啓夫。

## 著書
- 『恨なき殺人』聚英閣 社会文芸叢書 1920
- 『犬の死まで』下出書店 1922
- 『社会講談 国定忠次』金剛社 1922
- 『第四階級の文学』下出書店 1922
- 『宮島資夫自叙伝 第1巻 (裸像彫刻)』春秋社 1922
- 『流転 他二篇』新潮社 新進作家叢書 1923
- 『憎しみの後に』大阪毎日新聞社ほか 1924
- 『金』万生閣 1926
- 『禅に生くる』蓬州 大雄閣 1932
- 『禅に生くる 続篇』蓬州宮島資夫 大雄閣 1933
- 『黄金曼陀羅 長篇創作』大雄閣 1934
- 『仏教聖典を語る叢書 第3巻 華厳経』大東出版社 1935。新版『華厳経を語る』2012
- 『遍歴』慶友社 1953
- 『坑夫』慶友社 1957
- 『宮嶋資夫著作集』全7巻 西田勝、宮嶋秀、黒古一夫編集 慶友社 1983

翻訳
- アンリ・ファーブル『ファブル科学知識叢書 第3 田園の悪戯者』アルス 1927

## 参考
- 『日本近代文学大辞典』講談社、1984年